# Чемпіонат Швейцарії з хокею 1975
Чемпіонат Швейцарії з хокею 1975 — 64-й чемпіонат Швейцарії з хокею (Національна ліга А). Чемпіонат пройшов за торішньою формулою, команди зіграли між собою по 4 матчі. За підсумками чотирьох кіл виявили чемпіона, СК «Берн» (4 титул). НЛА покинув ХК «Серветт-Женева», який вибув до НЛБ.

## Підсумкова таблиця
| М  | Команда             | І  | Пер | Н | Пор | ШЗ  | ШП  | О  |
| -- | ------------------- | -- | --- | - | --- | --- | --- | -- |
| 1. | СК «Берн»           | 28 | 21  | 3 | 4   | 159 | 86  | 45 |
| 2. | «Ла Шо-де-Фон»      | 28 | 22  | 0 | 6   | 174 | 108 | 44 |
| 3. | ХК «Лангнау»        | 28 | 15  | 3 | 10  | 129 | 100 | 33 |
| 4. | ХК «Клотен»         | 28 | 13  | 2 | 13  | 129 | 122 | 28 |
| 5. | ХК «Вілларс»        | 28 | 11  | 0 | 17  | 89  | 131 | 22 |
| 6. | ХК Амбрі-Піотта     | 28 | 9   | 2 | 17  | 98  | 127 | 20 |
| 7. | ХК «Сьєр»           | 28 | 8   | 2 | 18  | 95  | 154 | 18 |
| 8. | ХК «Серветт-Женева» | 28 | 7   | 0 | 21  | 116 | 161 | 14 |

## Чемпіонський склад СК «Берн»
- Воротарі: Юрг Яггі, Давід Шиллер
- Захисники: Ганцруді Баумгатнер, Улі Гофман, Біт Кауфманн, Г'юґо Лойенбергер, Пол Пфаматтер, Паскаль Нігг
- Нападники: Пол-Андре Кадьо, Роланд Делльспергер, Урс Долдер, Ріккардо Фюрер, Ренцо Гольцер, Ярослав Крупічка, Герберт Мессер, Марс'яль Расін, Бруно Віттвер, Фріц Вісс, Бруно Захнд, Клаудіо Зендер
- Головний тренер: Пол-Андре Кадьо

## Найкращий бомбардир
1. Мішель Тюрле («Ла Шо-де-Фон») - 53 очка (25+28)